# Šumice (okres Uherské Hradiště)
Obec Šumice se nachází v okrese Uherské Hradiště ve Zlínském kraji. Žije zde přibližně 1 600 obyvatel.

## Název
Jméno vesnice bylo odvozeno od osobního jména Šuma (jehož základem je sloveso šuměti). Původně šlo o pojmenování jejích obyvatel Šumici a jeho význam byl "Šumovi lidé".

## Historie
První písemná zmínka o obci pochází z roku 1380. Do začátku 17. století se vykrystalizovala struktura obce, v níž vedle 110 osídlených domů byly dva mlýny, krčma a dvůr, čímž se Šumice řadily k velkým vesnicím. Těžké chvíle pro obec byla léta vpádů z Uher v 17. století. Šumice zůstaly vedle zemědělství až do nedávné doby charakteristickou obcí zedníků. V roce 1911 obec čítala na 216 zedníků.

## Pamětihodnosti
- Kříž
- kostel Narození Panny Marie (dokončen v roce 2000)[5]
- Vodní mlýn č.p. 81

V obci se také nachází muzeum.

## Galerie

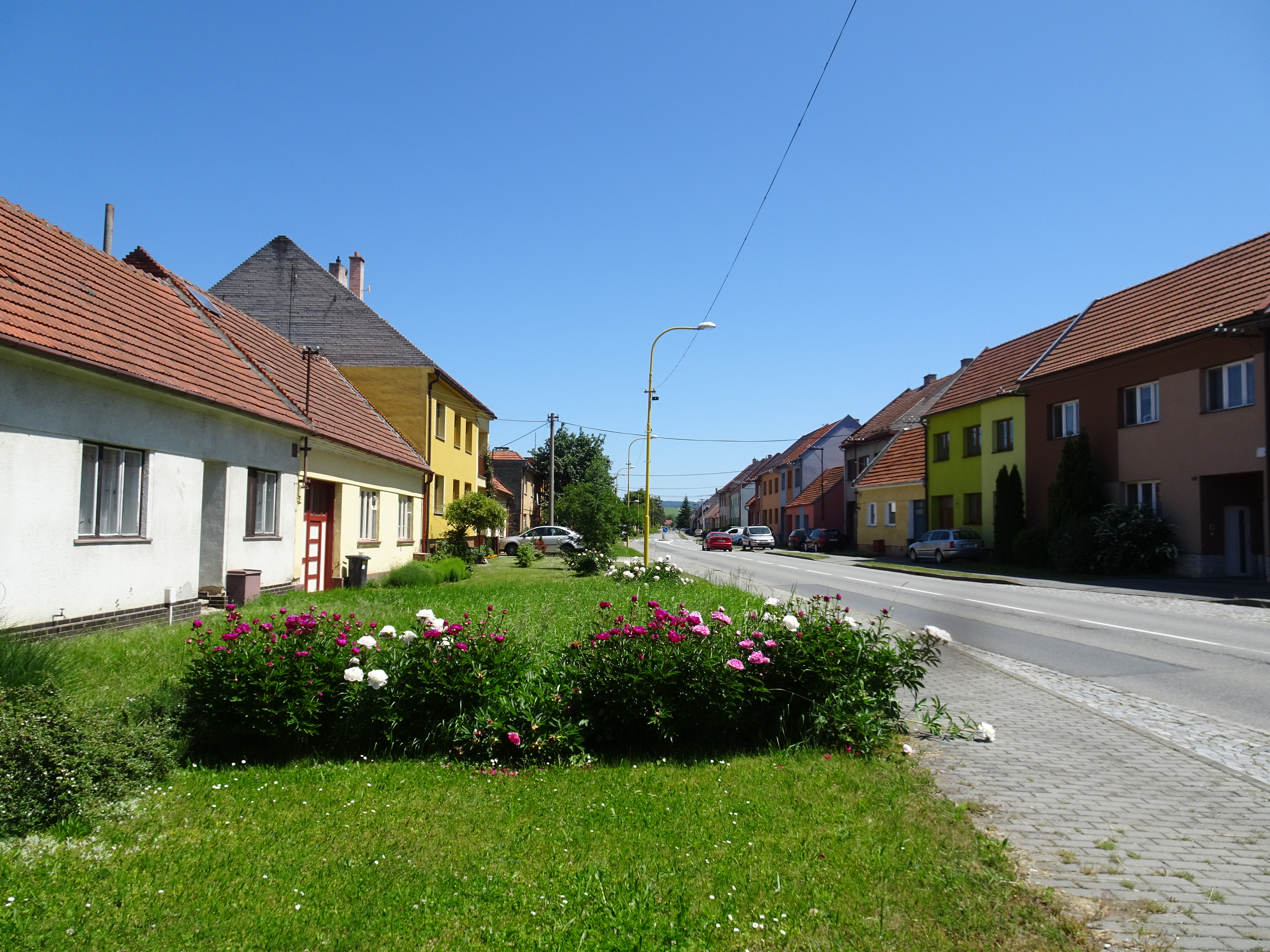
Hlavní ulice
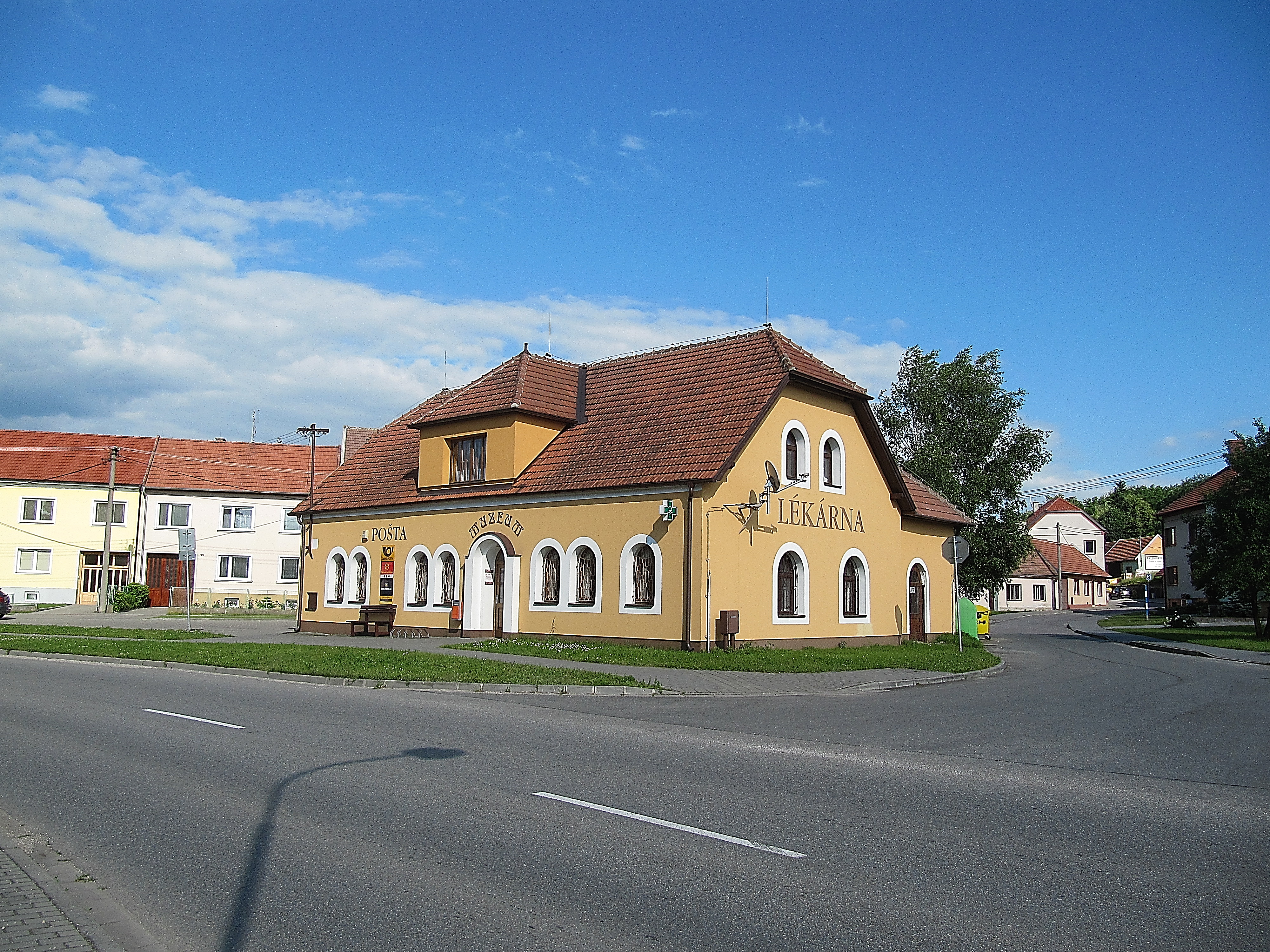
Pošta, lékárna a místní muzeum
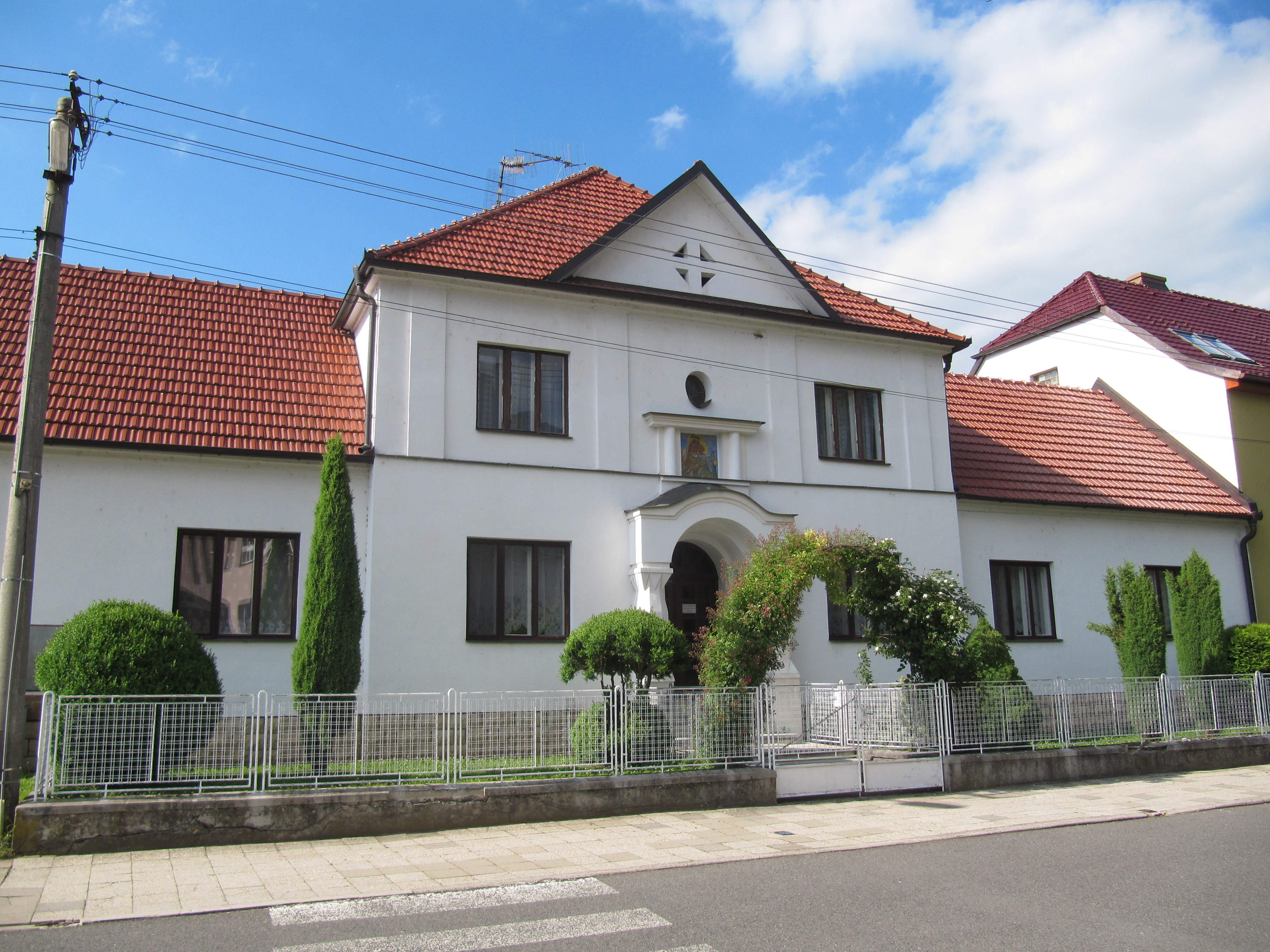
Fara
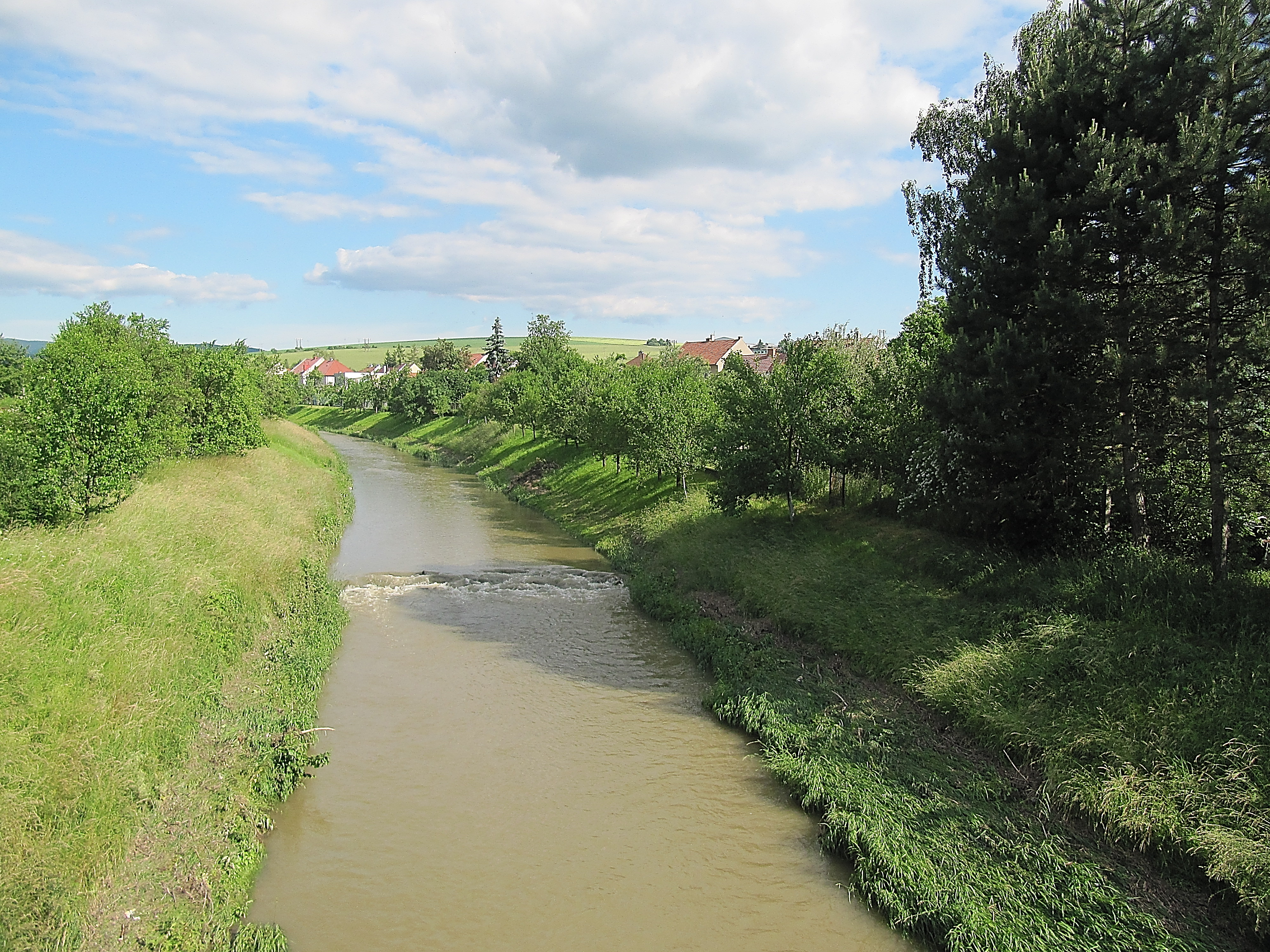
Řeka Olšava
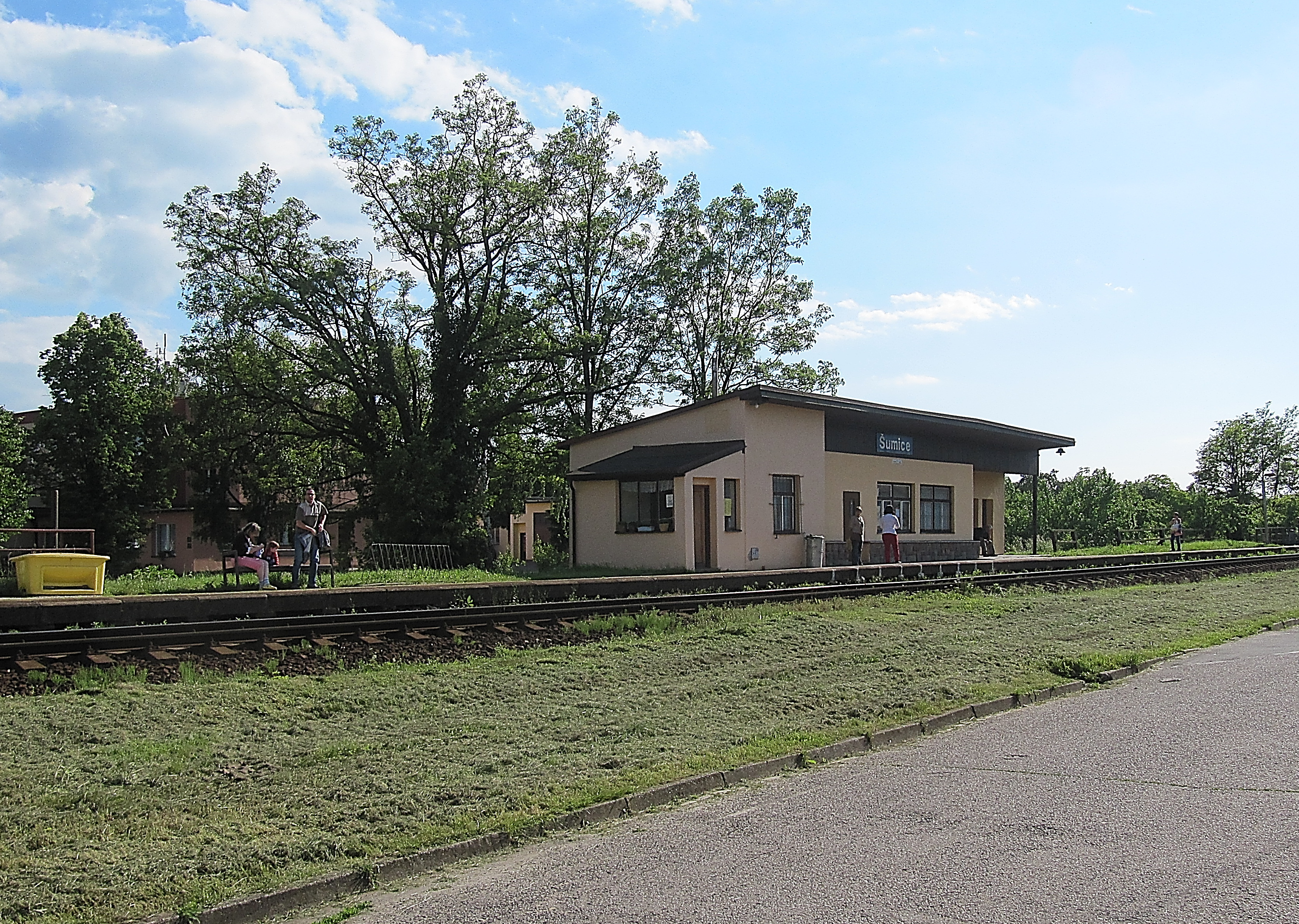
Železniční zastávka
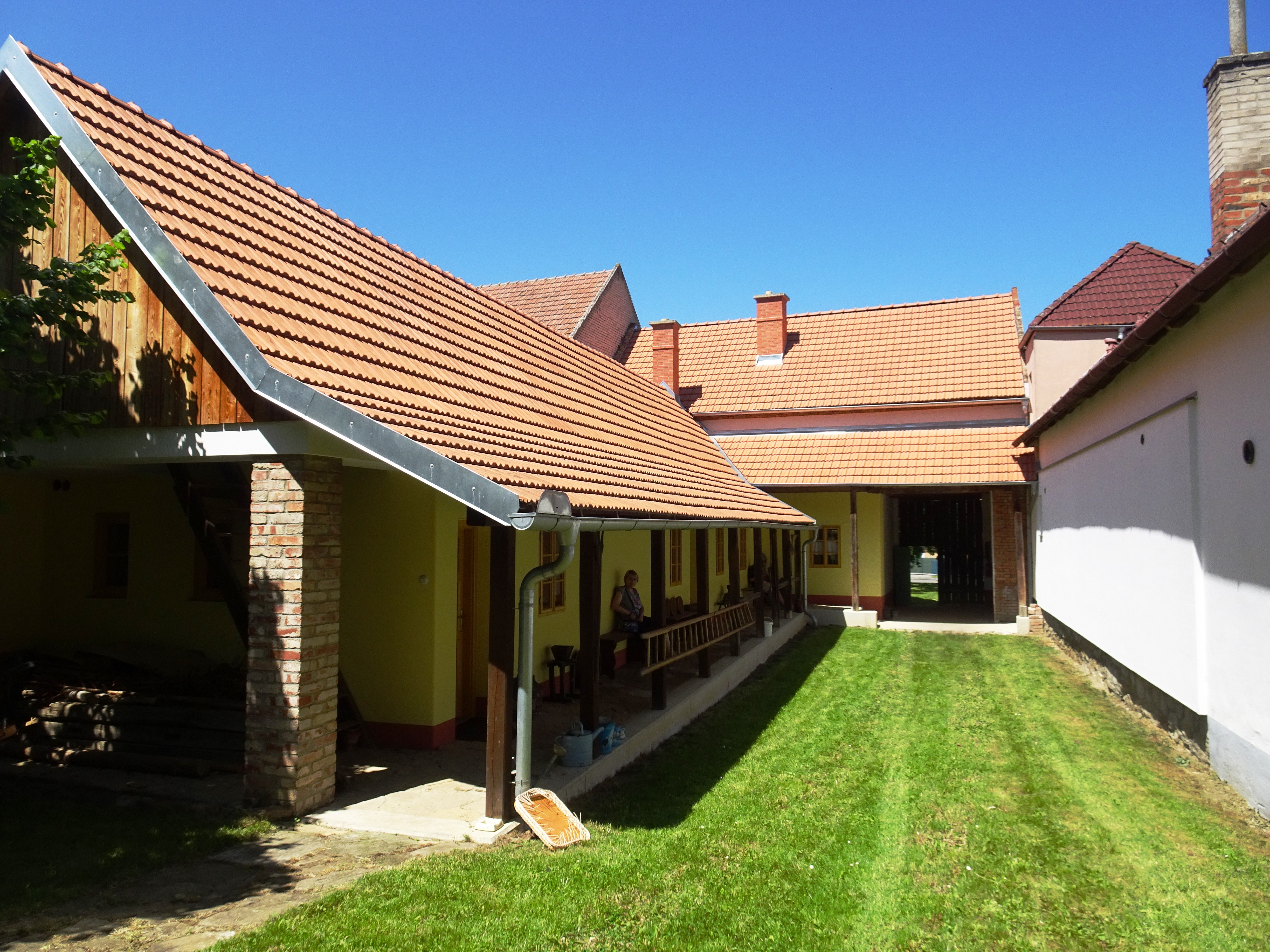
Dvůr Hasoňovy chalupy
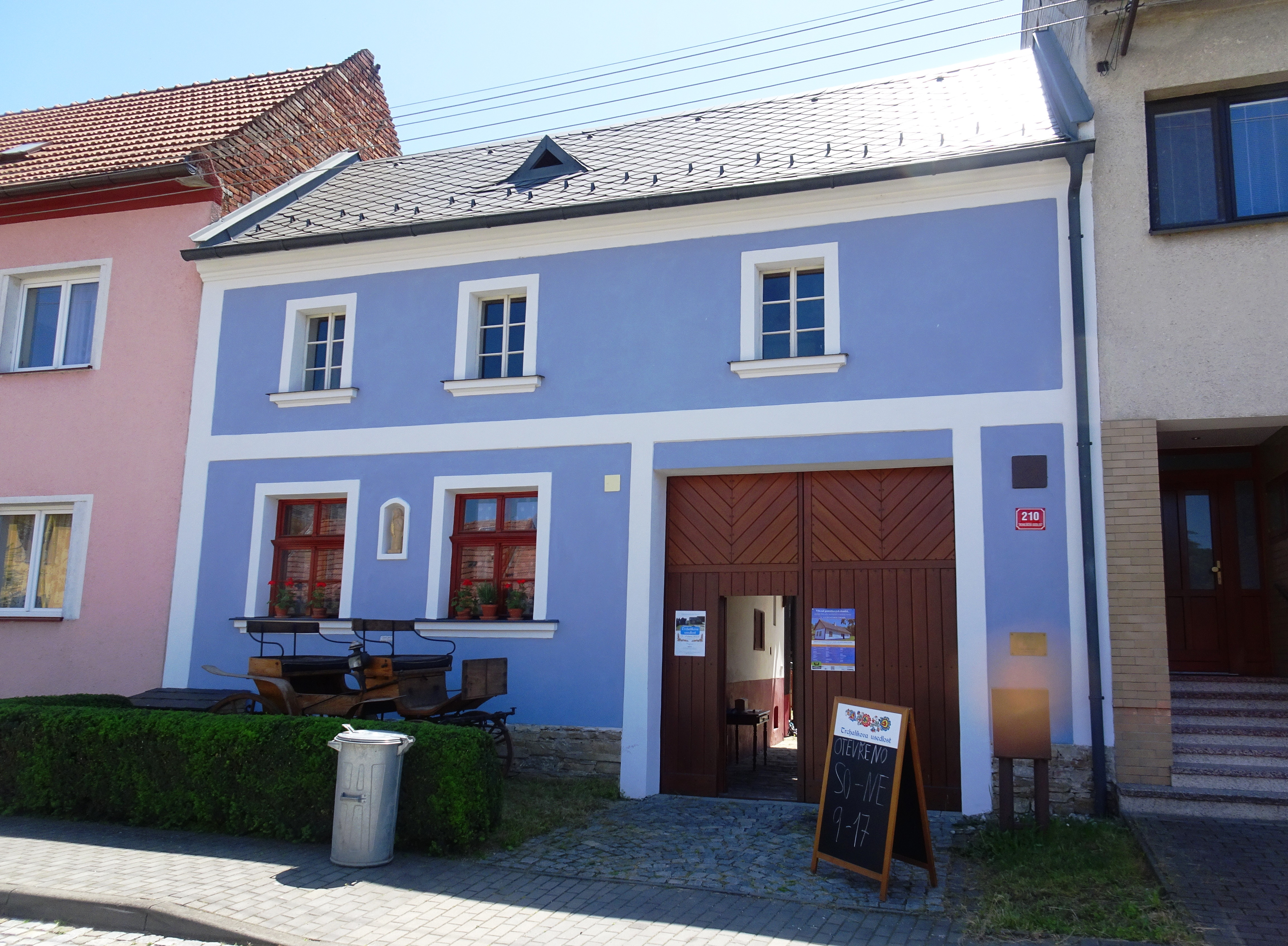
Trchalíkova usedlost
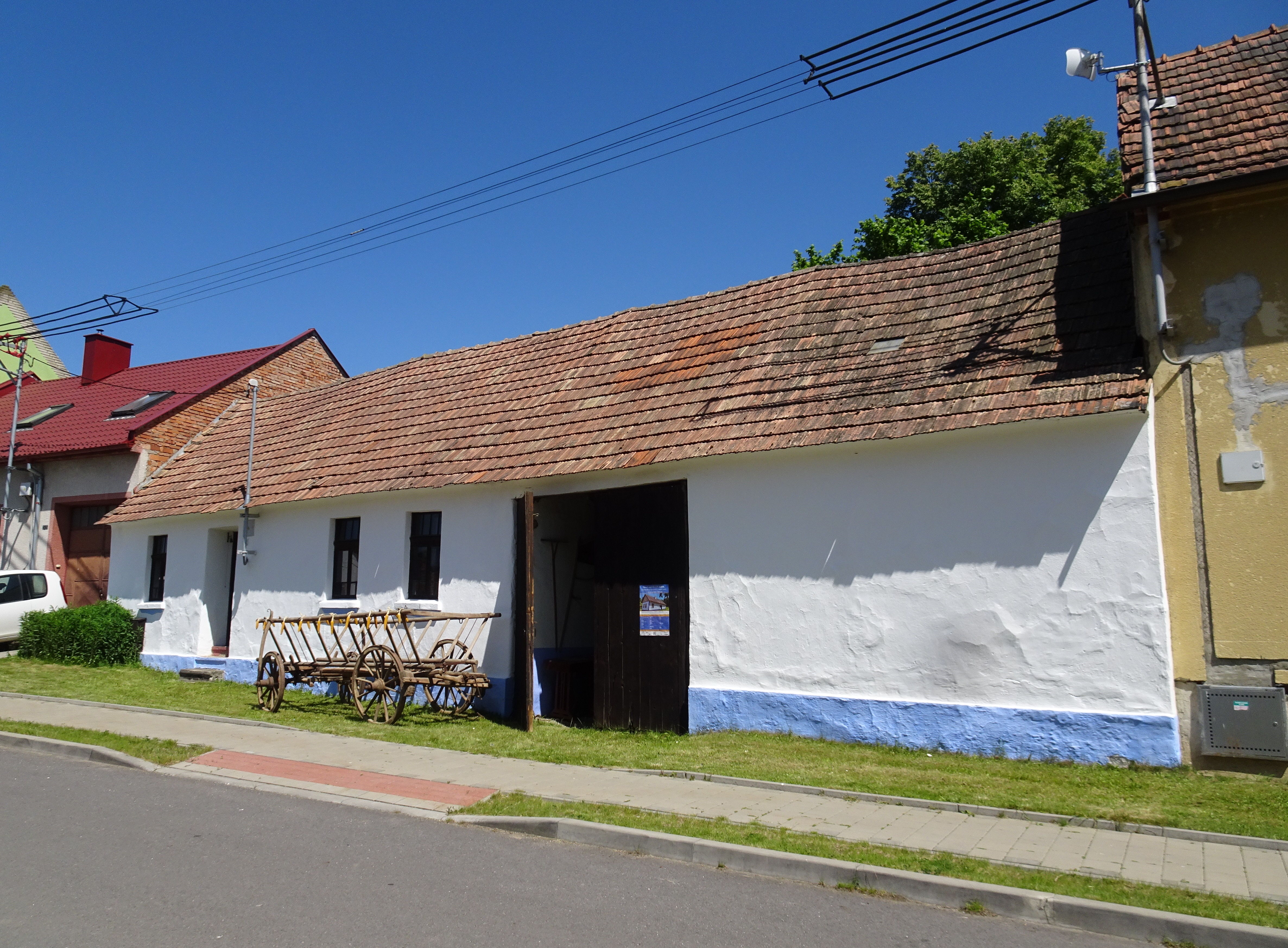
Šerkova chalupa
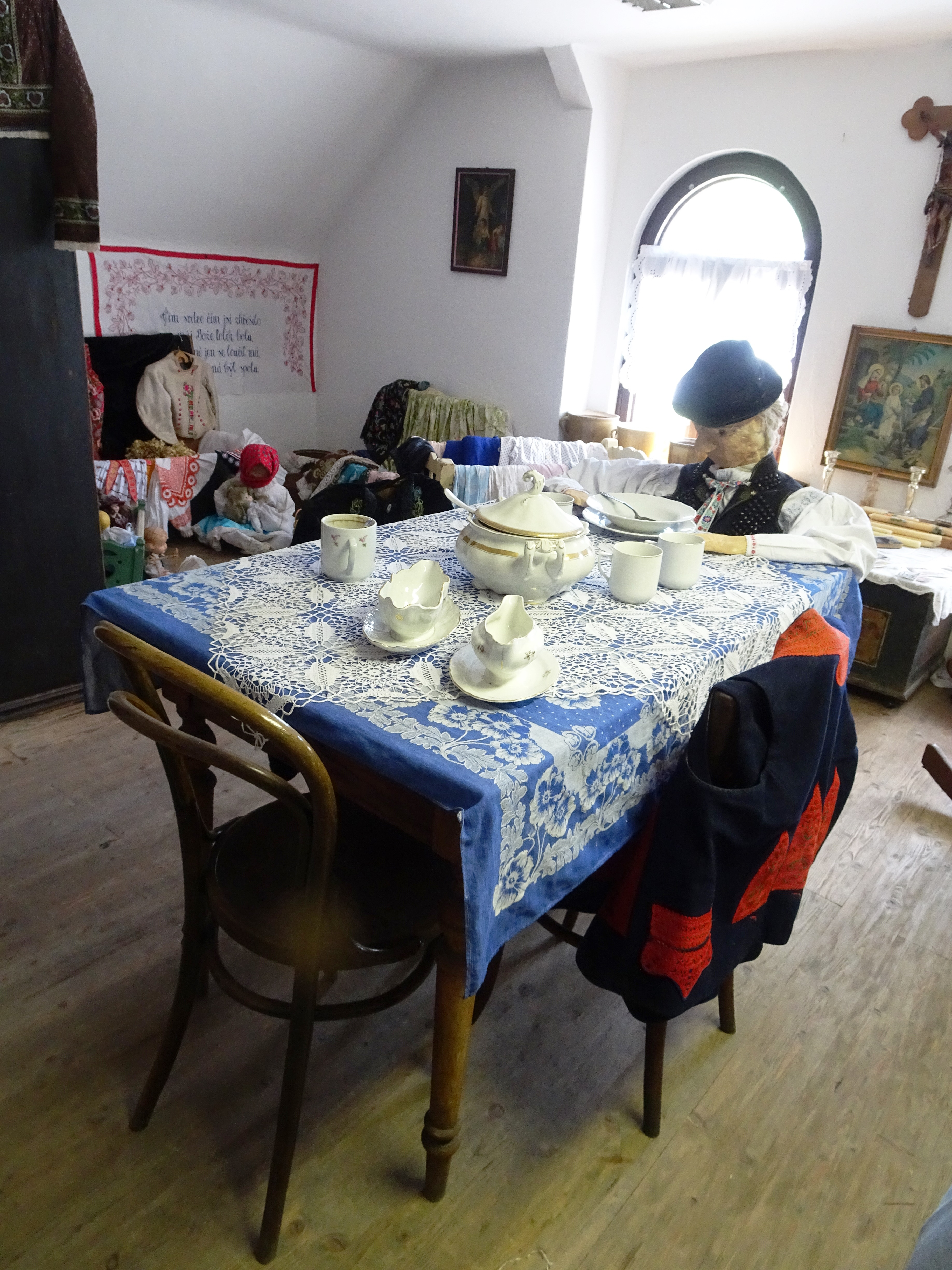
Expozice Šumického muzea
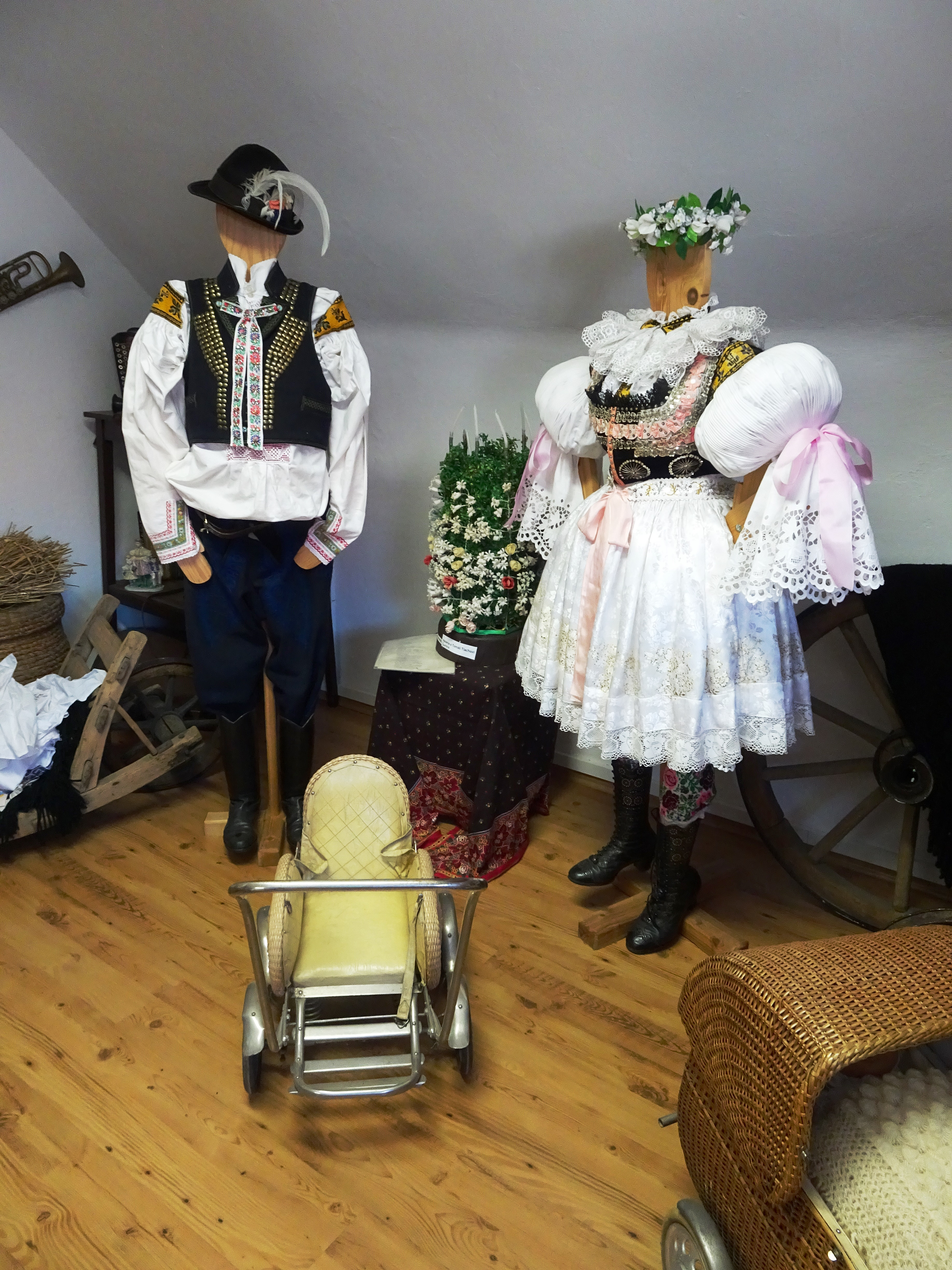
Kroje